# Смертельное движение змеи
«Смерте́льное движе́ние змеи́» (кит. 蛇形醉步, букв. с кит. Змеевидная форма, пьяный шаг) — гонконгский фильм с боевыми искусствами. Фильм также известен под названием «Смертельный закон змеи».

## Сюжет
Го Чжун — молодой парень, готовый драться с любым злодеем в городе. Тем не менее, его боевые навыки не настолько хороши, чтобы наказывать преступников, и он сам часто оказывается избитым теми, с кем сталкивается. В одну из таких встреч юношу спасает от синяков мастер стиля Змеиный Кулак, который затем во второй раз появляется во время драки с хозяином казино. После повторного спасения Чжун просит незнакомца принять его в ученики и научить этому стилю. Согласившись, мастер берёт юношу под своё крыло и делает из него опытного бойца. Вскоре Чжун узнаёт шокирующую тайну о своём отце. К тому же, его учитель оказывается не настолько хорошим, и, более того, они с его отцом являются старыми врагами. В конце концов парень вынужден выбирать, на чьей стороне быть, когда наступает время финальной схватки.

## В ролях
| Актёр       | Оригинальное имя актёра | Персонаж                         | Оригинальное имя персонажа |
| ----------- | ----------------------- | -------------------------------- | -------------------------- |
| Нг Куаньлун | 吳昆龍                  | Го Чжун                          | 郭忠                       |
| Анждела Мао | 茅瑛                    | управляющая борделем             | 妓院主持                   |
| Майкл Чань  | 陳惠敏                  | главный патрульный игорного дома | 賭館總巡塲                 |
| Фун Хакъон  | 馮克安                  | Юэ И                             | 岳義                       |
| Уилсон Тхон | 唐偉成                  | Го Аобай                         | 郭傲白                     |
| Филлип Ко   | 高飛                    | Ли Тяньба                        | 李天伯                     |
| Чен Хонъип  | 鄭康業                  | хулиган                          | 流氓                       |
| Боло Йен    | 楊斯                    | силач                            | 大力士                     |

## Съёмочная группа
- Кинокомпания: Million Film (H.K.) Co., Ltd.
- Исполнительный продюсер: Ли Цзин
- Режиссёр: Уилсон Тхон
- Ассистент режиссёра: Чен Хонъип
- Постановка боёв: Уилсон Тхон, Ён Ва
- Композитор: Фрэнки Чань[англ.]
- Оператор: У Фашэнь
- Монтажёр: Винсент Лён
- Грим: Чань Татмин

## Кассовые сборы
Гонконгская премьера состоялась 17 января 1980 года. За семь дней кинопроката в Гонконге, с 17 по 23 января, картина собрала 753 396 гонконгских долларов.

## Восприятие
Эндрю Сароч в своей рецензии на сайте Far East Films написал: 
«Смертельное движение змеи» — типичный пример хорошего, но не выдающегося независимого фильма кунг-фу. Твисты в конце, открывающие множество возможностей, очень плохо проработаны, и возможности для развития персонажей ни разу не были рассмотрены. Это означает, что «Смертельное движение змеи» никак не может достичь того, что мог так легко сделать.
 Борис Хохлов в своей рецензии на сайте HKCinema положительно отозвался о фильме: 
В целом же хоть и не классика, но весьма достойная картина, слабая своей логически-сценарной частью, но отлично (хоть и старомодно) схореографированная и исполненная.